# Phalera princei
Phalera princei is een vlinder uit de familie tandvlinders (Notodontidae). De wetenschappelijke naam van deze soort is voor het eerst geldig gepubliceerd in 1909 door Grünberg.
De soort komt voor in tropisch Afrika.